# Blé Pétanielle

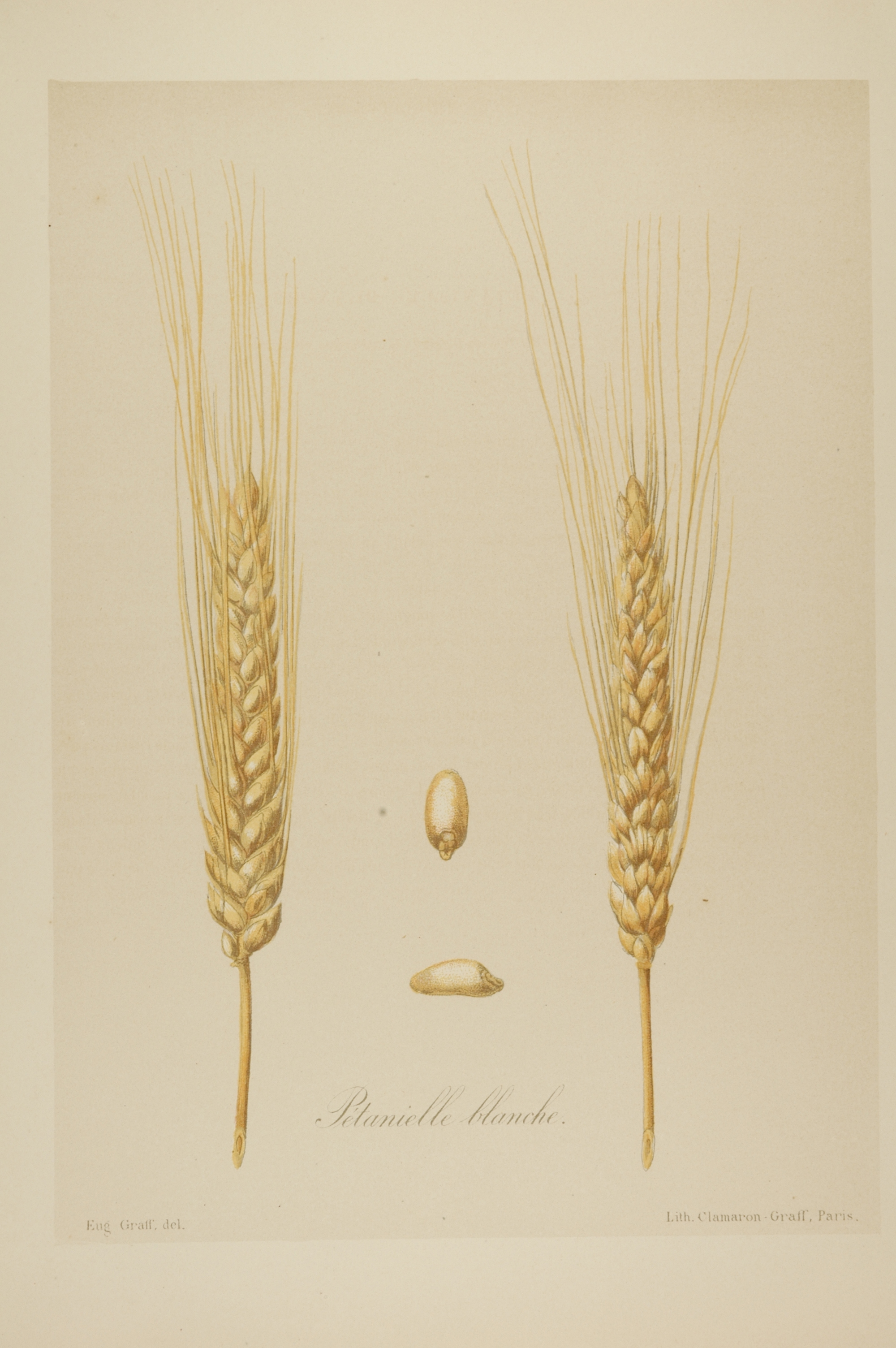
Blé 'Pétanielle blanche', épis et grains ; illustration botanique (Les meilleurs blés. Description et culture des principales variétés de froments d'hiver et de printemps. Paris, Vilmorin-Andrieux et Cie, 1880).

Le blé 'Pétanielle', appelé aussi « blé 'Pétaniel' » ou « gros blé 'Pétaniel' » car son épi est très gros et carré, est une variété de blé d'origine orientale, cultivée longtemps en Italie avant d'être introduit en France.

## Histoire
À la fin du XVIIIe siècle, Carl Ludwig Willdenow, futur directeur du jardin botanique de Berlin (1801-1812), qui s'est beaucoup intéressé à l'adaptation des plantes au climat, a livré son propre Species plantarum, en ajoutant à celui de Linné le blé 'Pétanielle'. 
Ce blé se cultive dans les contrées chaudes et sèches : dans le comtat d'Avignon et à Lavaur (Tarn), sur les bords de l'Agout, dans les coteaux du Pays de Cocagne, sous le nom de blé Pétaniel, à Grenoble, en Aragon, Catalogne et en Italie. 
Qualifié de « court, velu, carré », ce blé de couleur rousse, noire dans certaines régions, a une tige  haute et pleine, des grains ternes et pleins. Au moment de la maturité, il perd ses barbes volumineuses.
La farine de blé 'Pétanielle' est rapidement concurrencée par d'autres pour la fabrication de pain, car elle donne une farine moins blanche. Elle est surtout employée pour les pâtes et en gruau, via une coction avec le bouillon, le lait, l'eau, le beurre et le fromage, ce qui la fait doubler de volume. Au XIXe siècle, les cultivateurs de Clermont-Ferrand cultivent une variété rousse , glabre, plate, de la Pétanielle, pour fabriquer des pâtes qui visent à égaler celles de l'Italie.